# Molnaszecsőd
Molnaszecsőd là một thị trấn thuộc hạt Vas, Hungary. Thị trấn này có diện tích 11,69 km², dân số năm 2010 là 433 người, mật độ 37 người/km².